# Tribunales de Juicio Oral en lo Penal de Chile
Los Tribunales de Juicio Oral en lo Penal (TJOP) son tribunales penales chilenos, creados a partir de la Reforma Procesal Penal.
Estos tribunales, que en todo el país son 45, tienen un número variable de jueces, que en cada caso señala el Código Orgánico de Tribunales (de 3 a 27 jueces por cada tribunal). Cuentan, además, un administrador de tribunal y una planta de empleados, que se organizan en unidades administrativas para el cumplimiento eficaz y eficiente de sus funciones.
Estos tribunales funcionan en una o más salas compuestas por tres jueces; sin perjuicio que pueden integrar cada sala otros jueces en calidad de alternos (con el solo propósito de subrogar, si fuese necesario, a sus miembros que se viesen impedidos de continuar participando en el desarrollo del juicio oral). Cada sala del tribunal es dirigida por un juez presidente de sala. El territorio jurisdiccional de cada uno de los Tribunales de Juicio Oral en lo Penal es una agrupación de comunas (que coincide, por lo general, con una provincia).
Es de competencia de los Tribunales de Juicio Oral en lo Penal: conocer y juzgar los crímenes y simples delitos en juicio oral y resolver todos los incidentes que en él se promuevan (en única instancia); resolver, en su caso, sobre la libertad o prisión preventiva de los acusados puestos a su disposición; y, en general, el conocimiento y resolución de todas las cuestiones y asuntos que el Código Orgánico de Tribunales y la ley procesal penal les encomiendan.